# 汪家镇
汪家镇，是中华人民共和国四川省宜宾市南溪区下辖的一个乡镇级行政单位。2019年8月，撤销林丰乡，将其所属行政区域划归汪家镇管辖。

## 行政区划
汪家镇下辖以下地区：
汪家社区、合村、新塘村、白庙村、柏杨村、新桥村、奇峰村、大坝村、渠河村、三桂村和顺河村、金光村、茶丰村、白果村、花园村、石龙村和青山村。